# خوارزمية لوهن

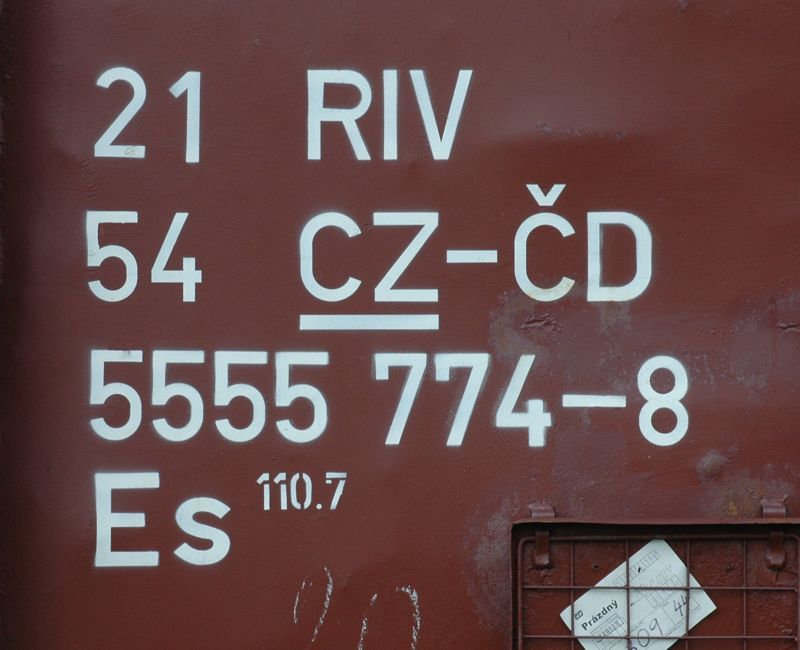

خوارزمية لوهن، أو صيغة لوهن، وهي خوارزمية تحقق جمعي بسيطة تستخدم للتحقق من صحة أرقام هوية، أو بطاقة ائتمان مثل بطاقات فيزا، أو ماستركارد، أو ارقام التعريف الوطني وتقوم على أساس التأكد من صحة الرقم المدخل وعدم تعارضه مع قواعد وأنماط معينة تتخذها الأرقام المختلفة لبطاقة معينة وتميزها، وذلك بالإعتماد على قيمة تحقق خاصة لكل بطاقة.

## التسمية
سميت الخوارزمية بهذا الاسم نسبة إلى الباحث في علم الكمبيوتر هانس بيتر لوهن، وهو الذي إبتكر هذه الطريقة للتحقق في اوساط القرن الماضي وقدمها في مجال امن المعلومات.

## آلية العمل
آلية عمل الخوارزمية في نظام mods العشري هي بأخذ الرقم المدخل في خانة الإدخال وضربه في 1 ومن ثم ضرب الرقم التالي في الخانة التالية بـ 2 ومن ثم العودة إلى الضرب في 1، وهكذا بالتناوب حتى الخانة الأخيرة.
مع مراعاة أنه في حالة كانت نتيجة ضرب رقم أحادي في 2 عدد من خانتين فإن الخانة الأولى تجمع مع الثانية 
مثال:
8*2 = 16 فالرقم المحصل يكون 6+1 = 7
وهكذا فإنه بعد جمع جميع الأرقام المتحصلة فإن المجموع يجب أن يساوي عدداً من مضاعفات 10، وبذلك يتم إعتبار الإدخال صحيح.